# Xã Plato, Quận Kane, Illinois
Xã Plato (tiếng Anh: Plato Township) là một xã thuộc quận Kane, tiểu bang Illinois, Hoa Kỳ. Năm 2010, dân số của xã này là 6.166 người.